# Raúl Maestre Palmera
Raúl Maestre Palmera (El Difícil, Ariguani, 16 de septiembre de 1932) Abogado (Universidad Externado de Colombia, Universidad de Cartagena) y Político Colombiano, en dos oportunidades Diputado por el Departamento del Magdalena (1964-1967), presenta la ordenanza para la creación del Municipio El Difícil, Ariguani Magdalena en el año 1966, además fue su primer Alcalde.
Hijo de Don Alejandro Maestre Sierra, líder liberal de principios de siglo XX en los departamentos del Cesar y el Magdalena. Raúl Maestre pertenece al Partido Liberal Colombiano, ha ocupado durante su vida pública y profesional distintos cargos tanto en la Rama Judicial como al servicio de su comunidad. Vive en la Ciudad de Santa Marta, Colombia.